# Kajtanje
Zmajarstvo na vodi ali žarg. "kajtanje" (angleško "kitesurfing" ali "kiteboarding") je vodni šport, pri katerem se z zmajem izkorišča vetrno energijo. Podoben je jadranju na deski, le da se namesto jadra uporablja zmaj oz. "kajt", deska je drugače oblikovana, prav tako je drugačna tehnika deskanja. 
Vodno zmajarstvo ali "kajtanje" je v zadnjih časih postalo zelo popularno, leta 2012 naj bi na svetu aktivnih okrog 1,5 milijona surfarjev.Svetovni trg je ocenjen na $321 milijonov
Obstaja več različnih kategorij:
- Freeride - najbolj popularno
- Freestyle - prosti slog
- Wave-riding - združuje surfanje in kajtanje
- Wakestyle
- Skakanej ali Airstyle
- Wakeskate, podobko kot wakestylu, deska nima držal za noge (podobno kot rolkah)
- Dirkanje po progi
- Hitrostno dirkanje

Francoski surfer Sébastien Cattelan je 3. oktobra 2008 dosegel rekordno hitrost 50,26 vozlov (93 km/h). 
Skupina šestih surferjev: Filippo van Hellenberg Hubar, Eric Pequeno, Max Blom, Camilla Ringvold, Ike Frans in Dennis Gijsbers je uspešno prečkala Atlantski ocean, od 20. novembra do 17. decembra 2013 so prepotovali 5600 kilometrov.

## Galerija
- Kajtanje
- Hibridni kajt
- 'Foil powerkite"
- Deska za kajtanje
- Kajt surfer
- Kajt
- Skok
- strapless